# Diócesis de Toul
La diócesis de Toul (en latín: Dioecesis Tullensis, en francés: Diocèse de Toul y en alemán: Bistum Toul) fue una circunscripción eclesiástica de la Iglesia católica en Francia. Se trataba de una diócesis latina, sufragánea de la arquidiócesis de Tréveris. Fue suprimida el 29 de noviembre de 1801. Además de su función episcopal, los obispos de Toul tenían poder temporal, ya que Toul era un principado eclesiástico dentro del Sacro Imperio Romano Germánico, el principado episcopal de Toul.

## Territorio y organización

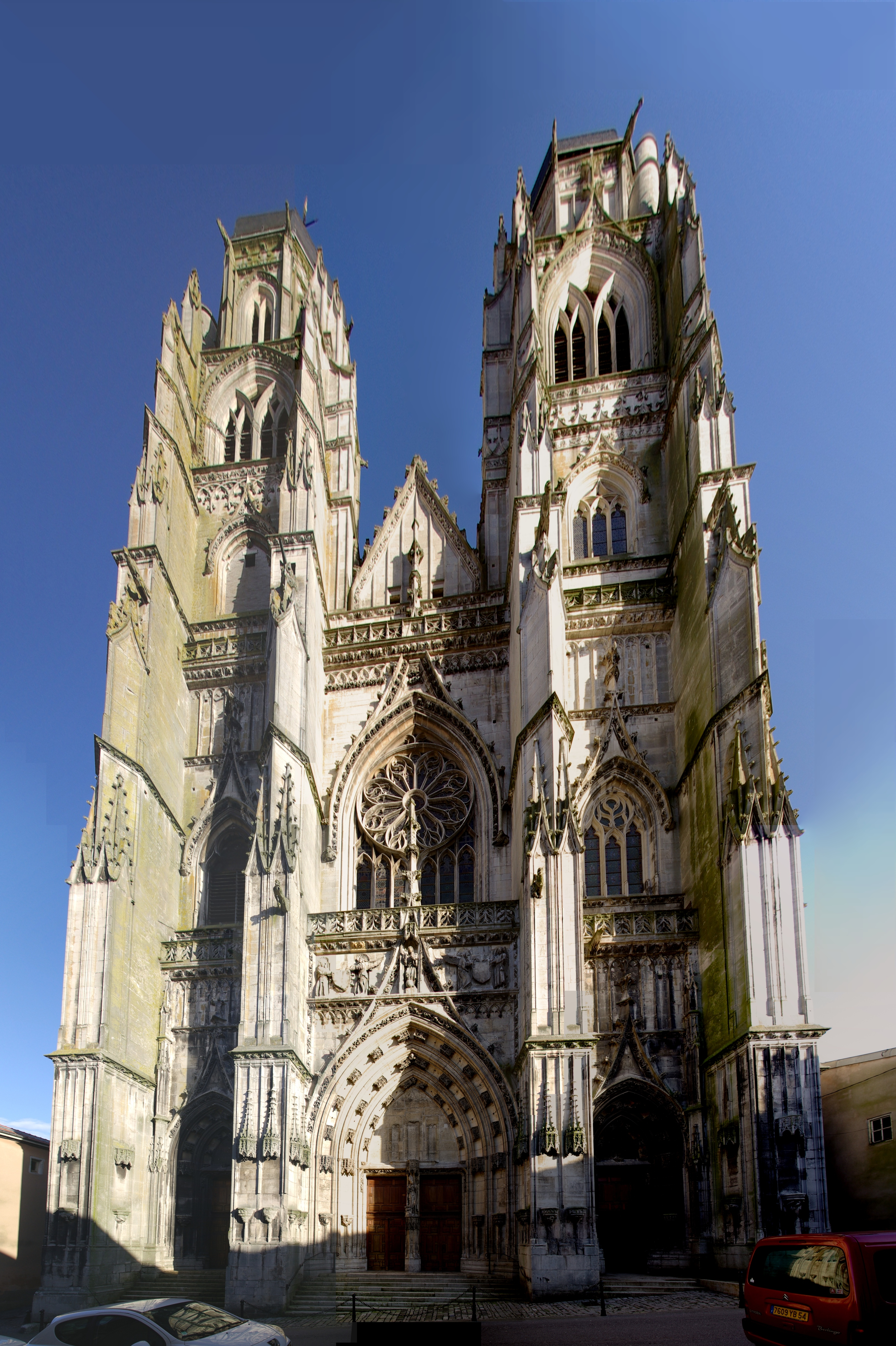
Basílica de San Nicolás, en Saint-Nicolas-de-Port

La diócesis extendía su jurisdicción sobre los fieles católicos de rito latino residentes en parte del departamento de Meurthe y Mosela en la región de Lorena. A mediados del siglo IV la diócesis cubría la zona desde los Vosgos hasta las proximidades del río Marne. El territorio secular del posterior principado episcopal comenzó a desarrollarse alrededor del siglo VII. Finalmente estuvo compuesto por seis bailíazos. Lo característico fue la gran diferencia entre el territorio espiritual relativamente grande de la diócesis y el pequeño territorio secular del principado episcopal, inicialmente con la ciudad de Toul como su centro.

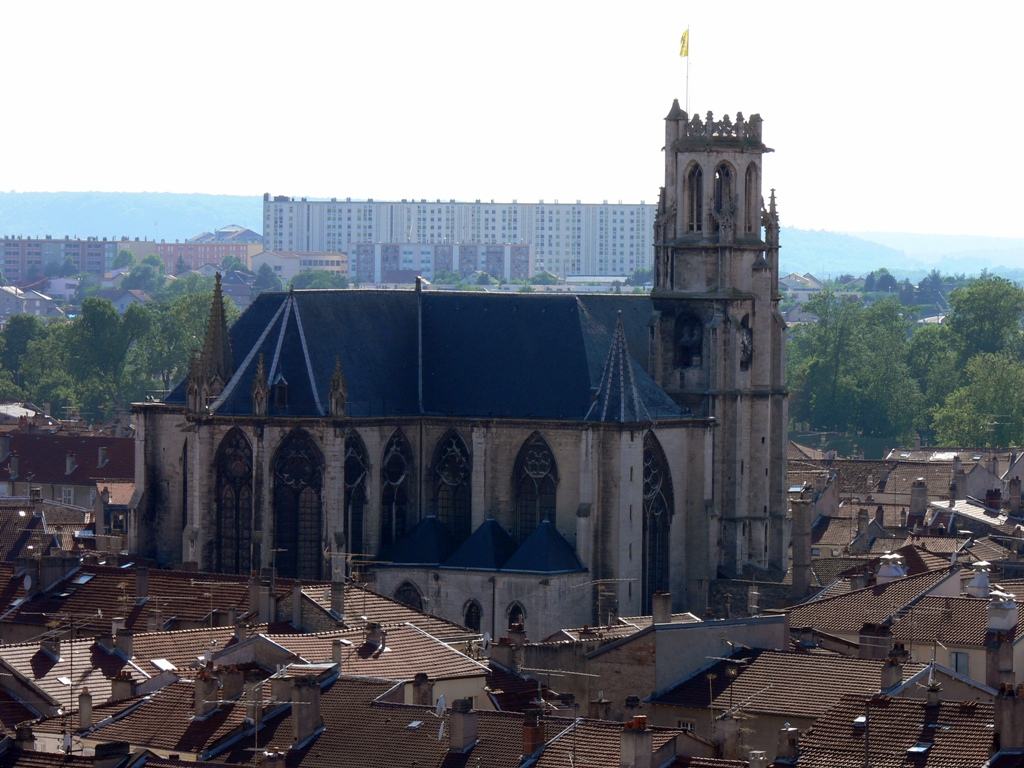
Colegiata de Saint-Gengoult, en Toul, construida en estilo gótico a partir del

La sede de la diócesis se encontraba en la ciudad de Toul, en donde se halla la Catedral de San Esteban, que hoy pertenece a la diócesis de Nancy. En Saint-Nicolas-de-Port se encuentra la iglesia de San Nicolás (basílica menor desde el 25 de junio de 1950), que conserva las reliquias de san Nicolás de Bari.

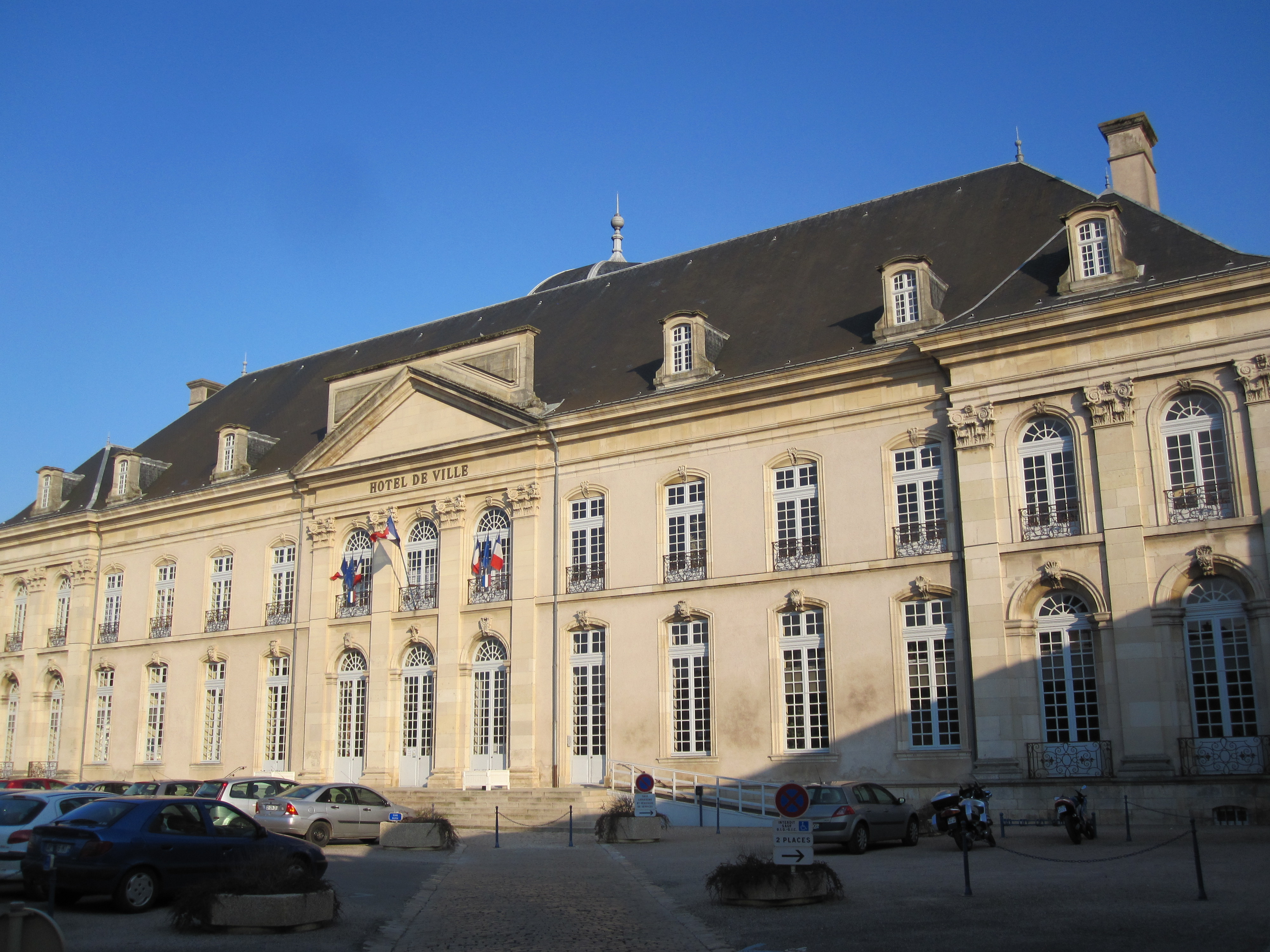
Antiguo palacio episcopal, construido a partir de 1739 durante el episcopado de Scipion-Jérôme Bégon, es hoy el ayuntamiento

A fines del siglo XVIII en la diócesis existían 761 parroquias, agrupadas en 25 decanatos, que a su vez se agrupaban en 6 arcedianatos: Toul, Port, Vôge, Vittel, Reynel y Ligny. En 1402 las parroquias eran 680 y los decanatos 23.

## Historia
Según la tradición, la diócesis de Toul fue erigida en el siglo IV y el protoobispo reconocido por las fuentes antiguas fue san Mansueto. San Martín de Tours habla de él, habiendo visitado su tumba durante su viaje a Tréveris hacia el año 384. El primer obispo documentado por fuentes históricas es Auspicio, mencionado circa 472 en una carta de Sidonio Apolinar.
Tullum fue la capital y centro administrativo del pueblo celta de los leucos en la provincia romana de Galia Bélgica I, como lo atestigua la Notitia Galliarum de principios del siglo V. Desde el punto de vista religioso, así como desde el civil, Toul dependía de la provincia eclesiástica de la arquidiócesis de Tréveris, sede metropolitana provincial.
Desde el año 925 la diócesis perteneció al Sacro Imperio Romano Germánico como parte del Ducado de Lorena. Al igual que los otros dos obispados de Lorena, Metz y Verdún, Toul fue ricamente dotado a expensas del recién formado Ducado de Lorena. Las tres diócesis de Lorena fueron también llamadas los Tres Obispados.
El obispo de Toul era el decano de la provincia eclesiástica de Tréveris. Signo de esta dignidad era el superhumeralis o superhumeral, consistente en un adorno de tela, recubierto de piedras preciosas, que los obispos llevaban en las principales ceremonias litúrgicas. Esta costumbre se introdujo en 1165.
Entre los obispos de Toul, se recuerda en particular a Bruno d'Eguisheim-Dagsbourg, elegido en 1026, que el 12 de febrero de 1049 subió al trono papal con el nombre de León IX y fue uno de los papas de la llamada reforma gregoriana.
Durante la Edad Media y hasta la conquista francesa en 1552, Toul fue un condado eclesiástico independiente, cuyos obispos desde Conrado Probo en 1279 en adelante fueron elegidos por la Santa Sede.
A finales del siglo XV la diócesis conoció un cisma debido a la elección por el cabildo catedralicio de Olry de Blâmont, apoyado por el emperador, y por el papa Alejandro VI de Juan Maradès, quien no pudo tomar posesión de la diócesis. Los dos obispos en pugna llegaron a un acuerdo único, aprobado por el propio papa: ambos fueron reconocidos como co-obispos y según el acuerdo, el título de la sede permanecería con uno de los dos que sobreviviera.
En 1552, el rey francés Enrique II, que había llegado a un acuerdo con algunos príncipes protestantes en el Tratado de Chambord, ocupó las ciudades de Metz, Toul y Verdún. Al año siguiente, Carlos V no logró recuperar Metz, por lo que la ciudad de Toul también quedó en manos de la corona francesa. Sin embargo, la diócesis permaneció en manos del Imperio. Durante el reinado del emperador Maximiliano II, el obispo reconoció formalmente una vez más la supremacía del Imperio pagándole impuestos. En la Paz de Westfalia de 1648, se confirmó la propiedad francesa de la ciudad y del obispado de Toul. Desde 1668 el rey de Francia nombró al candidato a obispo.
El 21 de julio (mediante la bula Relata semper) y el 19 de noviembre de 1777 (mediante la bula Ad universam agri), el vasto territorio de la diócesis de Toul, que había permanecido sustancialmente inalterado desde la Alta Edad Media, fue desmembrado con la erección por el papa Pío VI de las nuevas diócesis de Saint-Dié y Nancy.
Mediante la Constitución civil del clero votada el 12 de julio de 1790, la Asamblea Nacional Constituyente abolió entre muchas otras la sede episcopal de Toul. Lo cual el 5 de abril de 1791 el papa Pío VI consideró como herético, sacrílego y cismático. 
La diócesis de Toul fue suprimida tras el concordato de 1801 mediante la bula Qui Christi Domini del papa Pío VII del 29 de noviembre de 1801 y su territorio incorporado al de la diócesis de Nancy. El último obispo, Etienne de Champorcin, se retiró con su familia, donde murió en julio de 1809.
El 20 de febrero de 1824 a los obispos de Nancy se les permitió añadir el de Toul a su título. Y mediante un breve del 16 de marzo de 1865 el papa Pío IX permitió a los obispos de Nancy seguir utilizando el superhumeral.

## Episcopologio

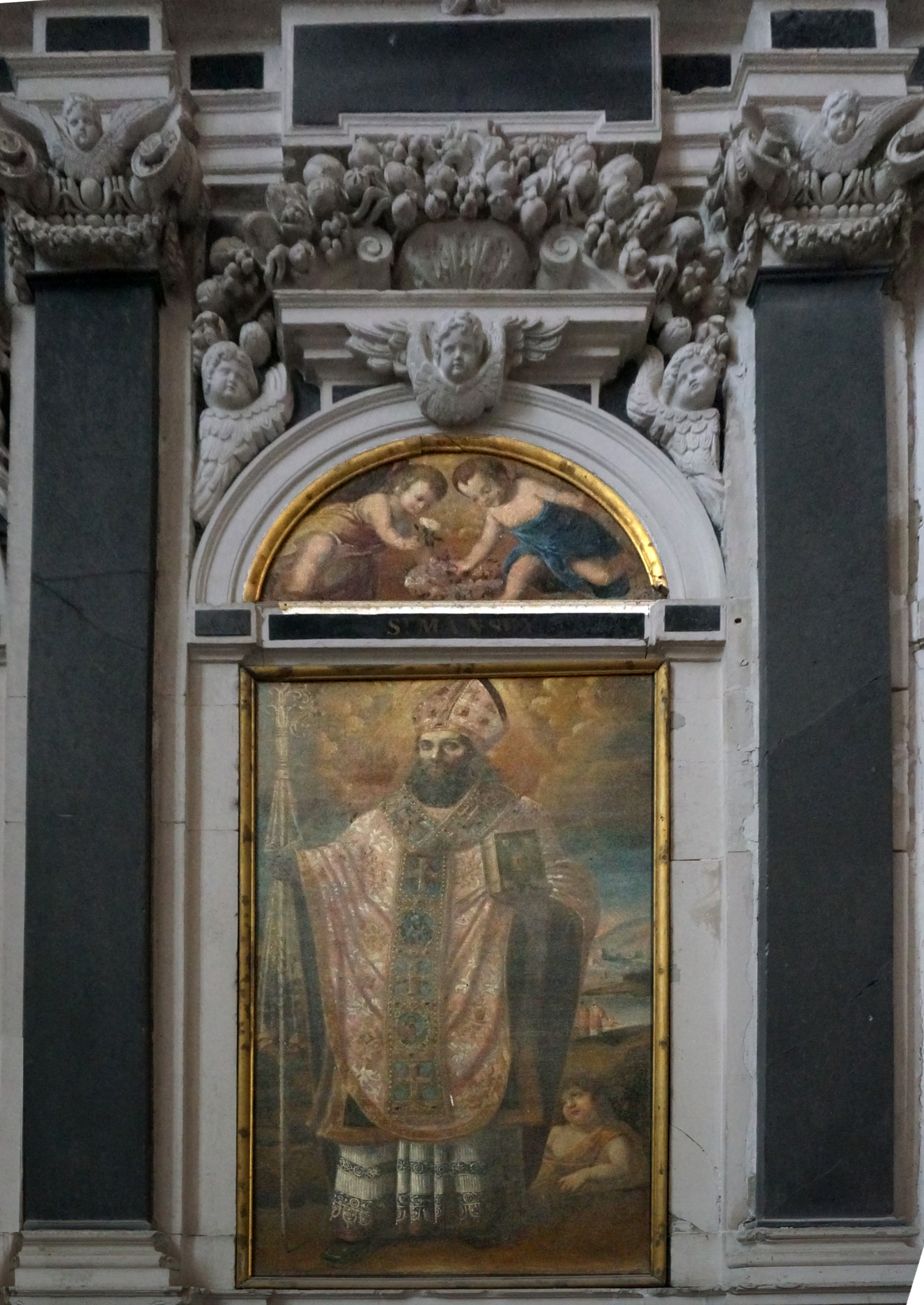
San Mansueto, primer obispo de Toul

El antiguo catálogo episcopal de Toul está contenido en la Gesta episcoporum Tullensium, redactada a principios del siglo XII, y en otros manuscritos posteriores.
- San Mansueto †
- San Amon †
- San Alchas †
- San Celsino †[nota 1]
- San Auspicio † (mencionado en 472 circa)
- San Orso †
- San Apro †[nota 2]
- Alodio o Albino o Albaudo † (mencionado en 549)[nota 3]
- Trisorico †
- Dolcizio †
- Premone †
- Autmundo †
- Eudulo (o Eudilano) † (mencionado en 614)
- Teofrido † (primera mitad del siglo VII)
- San Leudino o Bodone[nota 4] †[6]
- Eborino †[6]
- Adeodato † (antes de 679-después de 680)[nota 5]
- Ermenteo †
- Magnaldo †
- Dodone †
- Garibaldo † (antes de 706-después de 709)[nota 6]
- Godone † (mitad del siglo VIII)
- Bodone †[nota 7]
- San Giacomo † (antes de mayo de 757-después de agosto de 762 o 765[nota 8])
- Borno † (fines del siglo VIII)[nota 9]
- Wannico † (mencionado en 813)[nota 10]
- Frotario † (antes de 814[nota 11]-después de 840[nota 12])
- Arnolfo † (antes de 859-17 de noviembre de 871 falleció)[nota 13]
- Arnaldo † (871-4 o 5 de diciembre de 893 falleció)
- Lodelmo, O.S.B. † (895[nota 14]-11 de septiembre de 906 falleció)
- Drogo † (906-28 de enero de 922 falleció)
- San Gauslino † (17 de marzo de 922-7 de septiembre de 962 falleció)
- San Gerardo † (29 de marzo de 963-23 de abril de 994 falleció)
- Stefano di Lunéville † (24 de junio de 994-12 de marzo de 996 falleció)
- Roberto, O.S.B. † (996-996 falleció)
- Berthold † (24 de septiembre[nota 15] de 996-25 de agosto de 1019 falleció)
- Hermann † (20 de diciembre de 1019-1 de abril de 1026 falleció)
- Bruno d'Eguisheim-Dagsbourg † (mayo de 1026[nota 16]-12 de febrero de 1049 elegido papa con el nombre de León IX)[nota 17]
- Udon † (10-25 de enero de 1052-14 de julio de 1069 falleció)
- Pibon † (antes del 7 de octubre de 1069-24 de noviembre de 1107 falleció)
- Richwin de Commercy † (1108-13 de febrero de 1126 falleció)
- Henri de Lorraine † (30 de marzo de 1126-6 de junio de 1165 falleció)
- Pierre de Brixey † (1165[nota 18]-26 de marzo de 1192[nota 19] falleció)
- Eudes de Lorraine-Vaudémont † (antes del 8 de mayo de 1192-26 de noviembre de 1197 falleció)
- Matthieu de Lorraine † (1198-enero de 1210 depuesto)
- Reinald de Chantilly † (1210-10 de abril de 1217 falleció)
  - Gérard de Lorraine-Vaudémont † (antes del 13 de noviembre de 1217-1219 falleció) (obispo electo)
- Eudes de Sorcy † (antes de mayo de 1219-noviembre de 1228 falleció)
- Garin † (antes del 17 de abril de 1229-11 de mayo de 1230 falleció)
- Roger de Mercey † (antes del 16 de julio de 1230-1 de enero de 1253 falleció)
- Gilles de Sorcy † (20 de marzo de 1255-24 de abril de 1269[nota 20] falleció)
  - Sede vacante (1269-1279)
- Conrad Probus, O.F.M. † (4 de octubre de 1279-1295 renunció)
- Jean de Sierck † (3 de febrero de 1296-fines de 1305 falleció)[nota 21]
- Eudes de Granson † (23 de febrero de 1306-3 de noviembre de 1306 nombrado obispo de Basilea)
- Guy de Pernes, O.Clun. † (13 de noviembre de 1306-después del 12 de agosto de 1307 falleció)
  - Giacomo Ottone Colonna † (antes de diciembre de 1307-1309 renunció) (obispo electo)
- Jean d'Arzillières † (31 de mayo de 1310-1320 falleció)
- Amédée de Genève † (18 de julio de 1321-abril de 1330 falleció)
- Thomas de Bourlémont † (18 de junio de 1330-abril de 1353 falleció)
- Bertrand de la Tour d'Auvergne † (14 de agosto de 1353-5 de noviembre de 1361 nombrado obispo de Le Puy)
- Pierre-Raymond de la Barrière, C.R.S.A. † (19 de noviembre de 1361-5 de julio de 1563 nombrado obispo de Mirepoix)
- Jean de Heu † (21 de julio de 1363-18 de agosto de 1372 falleció)
- Jean de Neufchâtel † (27 de agosto de 1372-23 de diciembre de 1383 creado pseudocardenal)
- Savino di Fiorano † (19 de enero de 1384-18 de mayo de 1385 nombrado obispo de Saint-Jean-de-Maurienne)
  - Jean de Neufchâtel † (18 de mayo de 1385-4 de octubre de 1398 falleció) (administrador apostólico)
  - Frédéric de Mulhouse, O.E.S.A. † (31 de enero de 1391-3 de marzo de 1399 nombrado obispo titular de San Juan de Acre) (obediencia romana)
- Philippe de Ville-sur-Illon † (26 de agosto de 1401[nota 22]-1408 falleció)
- Henri de Ville-sur-Illon † (10 de diciembre de 1408-12 de marzo de 1436 falleció)
- Louis de Haraucourt † (17 de mayo de 1437-28 de enero de 1449 nombrado obispo de Verdún)
- Guillaume Fillâtre † (28 de enero de 1449-4 de septiembre de 1460 nombrado obispo de Tournai)
- Jean Chevrot † (5 de septiembre de 1460-22 de septiembre de 1460 falleció)
- Antoine de Neufchâtel † (17 de octubre de 1460-28 de febrero de 1495 falleció)
- Juan Maradès † (23 de marzo de 1495-21 de octubre de 1499 nombrado obispo de Segorbe)[nota 23]
- Olry de Blâmont † (marzo de 1495-4 o 6 de mayo de 1506 falleció)[nota 24]
- Hugues des Hazards † (11 de mayo de 1506-14 de octubre de 1517 falleció)
  - Jean de Lorraine † (19 de octubre de 1517[nota 25]-1524 renunció) (administrador apostólico)
- Hector d'Ailly-Rochefort † (12 de febrero de 1524-1 de marzo de 1532 falleció)
- Antoine Pellagrin † (15 de enero de 1537-agosto de 1542 falleció)
- Toussaint de Hossey † (16 de febrero de 1543-30 de julio de 1565 falleció)
- Pierre de Châtelet † (30 de julio de 1565 por sucesión-25 de enero de 1580 falleció)
- Charles de Lorraine † (9 de marzo de 1580-28 de octubre de 1587 falleció)
- Christophe de la Vallée † (22 de agosto de 1588-28 de abril de 1607 falleció)
- Jean des Porcelets de Maillane † (26 de noviembre de 1607-14 de septiembre de 1624 falleció)
- Nicolas François de Lorraine † (14 de septiembre de 1624 por sucesión-8 de marzo de 1634 depuesto)
  - Sede vacante (1634-1636)
- Charles-Chrétien de Gournay † (22 de septiembre de 1636-14 de septiembre de 1637 falleció)
- Paolo Fieschi † (25 de febrero de 1641-1645 falleció)
- Jacques Lebret (le Bret) † (24 de abril de 1645-15 de junio de 1645 falleció)
  - Sede vacante (1645-1655)
- André du Saussay † (11 de octubre de 1655-9 de septiembre de 1675 falleció)
- Jacques de Fieux † (2 de diciembre de 1676-15 de marzo de 1687 falleció)
  - Sede vacante (1687-1692)
- Henri-Pons de Thiard de Bissy † (10 de marzo de 1692-9 de febrero de 1705 nombrado obispo de Meaux)
- François Blouet de Camilly † (7 de septiembre de 1705-20 de enero de 1723 nombrado arzobispo de Tours)
- Scipion-Jérôme Bégon † (15 de marzo de 1723-28 de diciembre de 1753 falleció)
- Claude Drouas de Boussey † (22 de abril de 1754-21 de octubre de 1773 falleció)
- Etienne-François-Xavier des Michels de Champorcin † (18 de abril de 1774-19 de julio de 1807 falleció)[nota 26]
  - Sede suprimida